# Bonnie J. Dunbar
Bonnie Jeanne Dunbar (3 de març de 1949, Sunnyside, Estats Units) és una exastronauta de la NASA. Es va retirar de la NASA al setembre de 2005. Després va exercir com a presidenta i CEO del Museum of Flight fins a abril de 2010. Dunbar lidera la nova universitat del centre de Houston STEM (ciència, tecnologia, enginyeria i matemàtiques) i es va unir a la facultat de l'Escola d'Enginyeria Cullen.

## Biografia
El 1967, es va graduar a l'Escola Secundària Sunnyside. Després de graduar-se el 1971 a la Universitat de Washington, Dunbar va treballar per a Boeing Computer Services durant dos anys com a analista de sistemes. De 1973 a 1975, va realitzar una recerca per a la seua tesi de màster en el camp dels mecanismes i la cinètica de difusió iònica en beta-alúmina de sodi. És membre de Kappa Delta Sorority. Es va doctorar a la Universitat de Houston el 1983 en enginyeria mecànica i biomèdica.
Es va convertir en astronauta de la NASA l'agost de 1981 i des d'aleshores ha registrat més de 1.208 hores (50 dies) a l'espai.